# Wartenberg (Naturschutzgebiet)
Das Naturschutzgebiet Wartenberg liegt im Kyffhäuserkreis in Thüringen nordwestlich von Oldisleben, einem Ortsteil der Stadt und Landgemeinde An der Schmücke. Nordöstlich des Gebietes verläuft die B 85, östlich fließt die Unstrut.

## Bedeutung
Das 82,8 ha große Gebiet mit der NSG-Nr. 86 wurde im Jahr 1961 unter Naturschutz gestellt.